# 硬幣法令
硬幣法令是一種法令簡稱，用於英國及美國有關硬幣的法例。

## 列表

### 英國
- 《1816年硬幣法令》（Coinage Act 1816）定義了英镑相對於黃金的價值
- 《1816年偽造硬幣罪行法令》（Coinage Offences Act 1861）（見1860至1879年英國國會法令列表（英语：List of Acts of the Parliament of the United Kingdom, 1860–1879#1861 (24 & 25 Vict.)））
- 《1870年硬幣法令》（Coinage Act 1870）述明了英國硬幣的公制重量
- 《1971年硬幣法令》（Coinage Act 1971）就英鎊的十進制化訂定條文
- 《2011年硬幣（計量）法令》（Coinage (Measurement) Act 2011）修訂了《1971年硬幣法令》，允許以文告列明之重量計量及確認硬幣重量

### 美國
- 《1792年硬幣法令》（Coinage Act of 1792）設立美國鑄幣局並界定造幣標準，將銀金比設定為15:1
- 《1834年硬幣法令》（Coinage Act of 1834）將銀金比變更為16:1
- 《1849年硬幣法令》（Coinage Act of 1849）設立兩種新面額的金幣，1元及20元
- 《1853年硬幣法令》（Coinage Act of 1853）將白銀減少為五毫、25仙、一毫及半毫硬幣，特准一種3元的金幣
- 《1857年硬幣法令》（Coinage Act of 1857）禁止使用外國硬幣作為法定貨幣，減少一仙的大小，廢除半仙硬幣
- 《1864年硬幣法令》（Coinage Act of 1864）強制在所有美國硬幣上銘刻「我們相信上帝」字句
- 《1873年硬幣法令》（Coinage Act of 1873）將美國鑄幣局併入財政部，廢除白銀及三種小硬幣
- 《1965年硬幣法令》（Coinage Act of 1965）結束流通銀幣的鑄造